# Peter Armbruster
Peter Armbruster (Dachau, 25 luglio 1931 – Darmstadt, 26 giugno 2024) è stato un fisico tedesco.

## Biografia
Fisico della società per la ricerca di ioni pesanti sita a Darmstadt in Germania, fu direttore del dipartimento di chimica nucleare. I suoi studi (come partner di Gottfried Münzenberg) furono determinanti per la scoperta di vari elementi come il Bohrio, il Meitnerio, l'Hassio, il Darmstadtio, Roentgenio e il Copernicio.
Studiò fisica presso l'Università Tecnica di Stoccarda e Monaco, e ottenne il suo Ph.D. nel 1961 con Heinz Maier-Leibnitz, dell'Università tecnica di Monaco di Baviera. I suoi campi di ricerca principali furono la fissione nucleare e l'interazione di ioni pesanti in materia. Dal 1989 al 1992 fu direttore del centro di ricerca europeo Institut Laue-Langevin, di Grenoble. 
Fu anche uno dei pochi non americani ad aver ricevuto il "Premio Chimica Nucleare" dall' American Chemical Society nel 1997.